# Лисичинці
Лиси́чинці (пол. Lisieczyńce) — село в Україні, у Скориківській сільській громаді Тернопільського району Тернопільської області.  Адміністративний центр колишньої Лисичинської сільської ради, якій було  підпорядковане с. Шельпаки.
Від вересня 2015 року ввійшло у склад Новосільської сільської громади. Розташоване на північному сході району.
Населення — 477 осіб (2001).

## Населення

### Мова
Розподіл населення за рідною мовою за даними перепису 2001 року:
| Мова       | Кількість | Відсоток |
| ---------- | --------- | -------- |
| українська | 475       | 99.58%   |
| білоруська | 2         | 0.42%    |
| Усього     | 477       | 100%     |

## Історія
Поблизу Лисичинців виявлено археологічні пам'ятки періоду ранньої бронзи.
Перша писемна згадка — 1629 року.
Діяли «Просвіта», «Січ», «Сокіл», «Луг», «Сільський господар», «Рідна школа» та інші товариства, кооператива.
Перед початком Львівсько-Сандомирської операції в Лисичинцях розташовувалася редакція газети 1-го Українського фронту «За честь Батьківщини».
12 червня 2020 року, відповідно до розпорядження Кабінету Міністрів України  № 724-р «Про визначення адміністративних центрів та затвердження територій територіальних громад Тернопільської області», село увійшло до складу Скориківської селищної громади.
19 липня 2020 року в результаті адміністративно-територіальної реформи та ліквідації Підволочиського району, село увійшло до складу новоствореного Тернопільського району.

## Пам'ятки

Пам'ятник Тарасу Шевченку

Є церква святого Василія Великого (1903, кам'яна; архітектор Василь Нагірний)
Споруджено пам'ятник воїнам-односельцям, полеглим у німецько-радянській війні (1967, скульптор обох — В. Бець).
Пам'ятник Тарасові Шевченку
Пам'ятка монументального мистецтва місцевого значення. Розташований вулиці Шевченка, біля колишньої сільради.
Встановлений 1957 р. Скульптор – В. Бец (Львів).
Погруддя – бетон, постамент – камінь.
Погруддя – 1,2 м, постамент – 2,2 м..

## Соціальна сфера
Діють загальноосвітня школа, Будинок культури, бібліотека, ФАП, дошкільний заклад, ТОВ «Нове життя», кам'яний кар'єр.

## Відомі люди

### Народилися
- Володимир Бець - український скульптор ,
- художник Г. Мерещак,
- професор А. Пастушенко.

### Перебували
Перебував громадсько-політичний діяч К. Лоський.

## Галерея

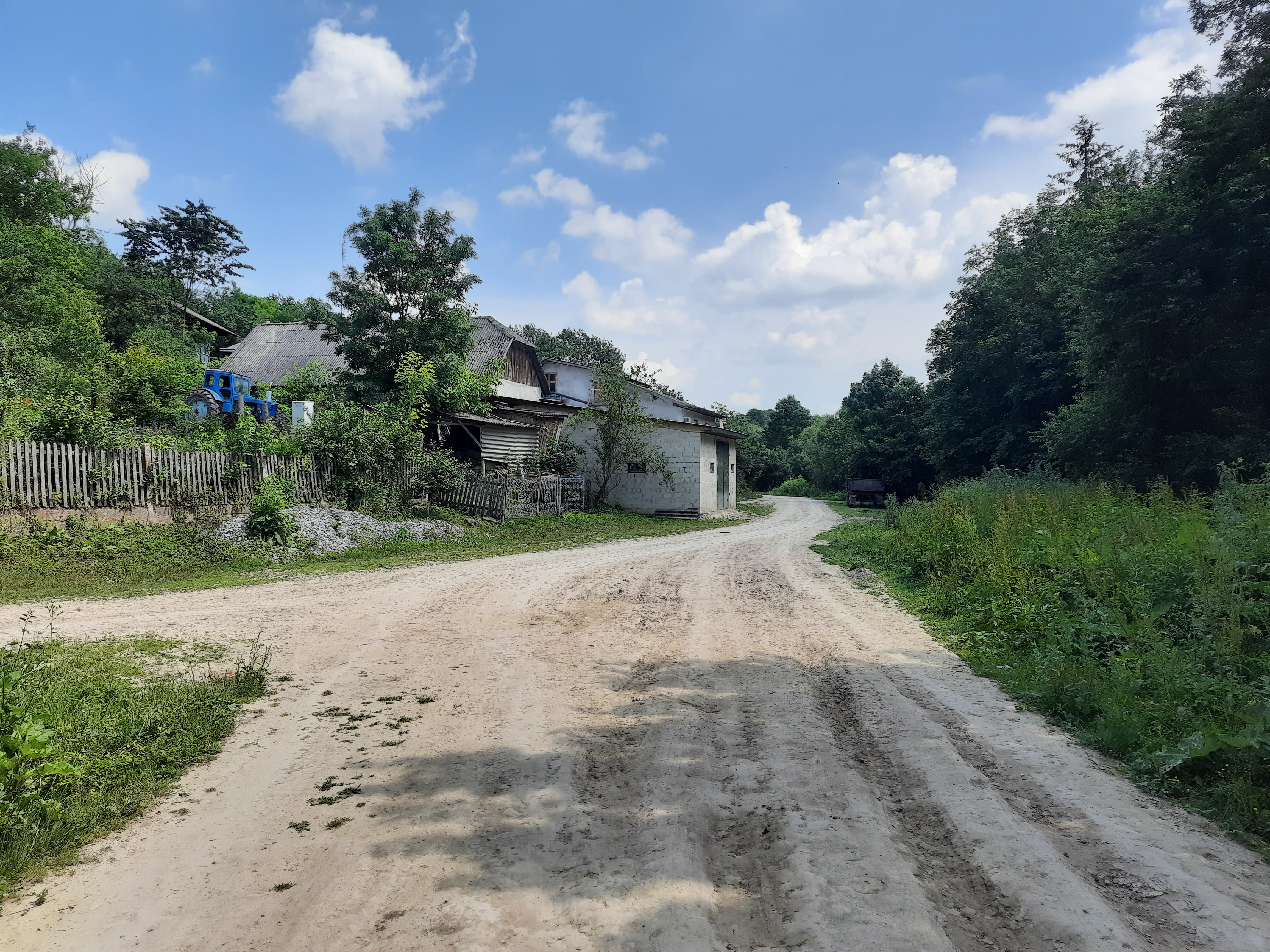
В'їзд у село
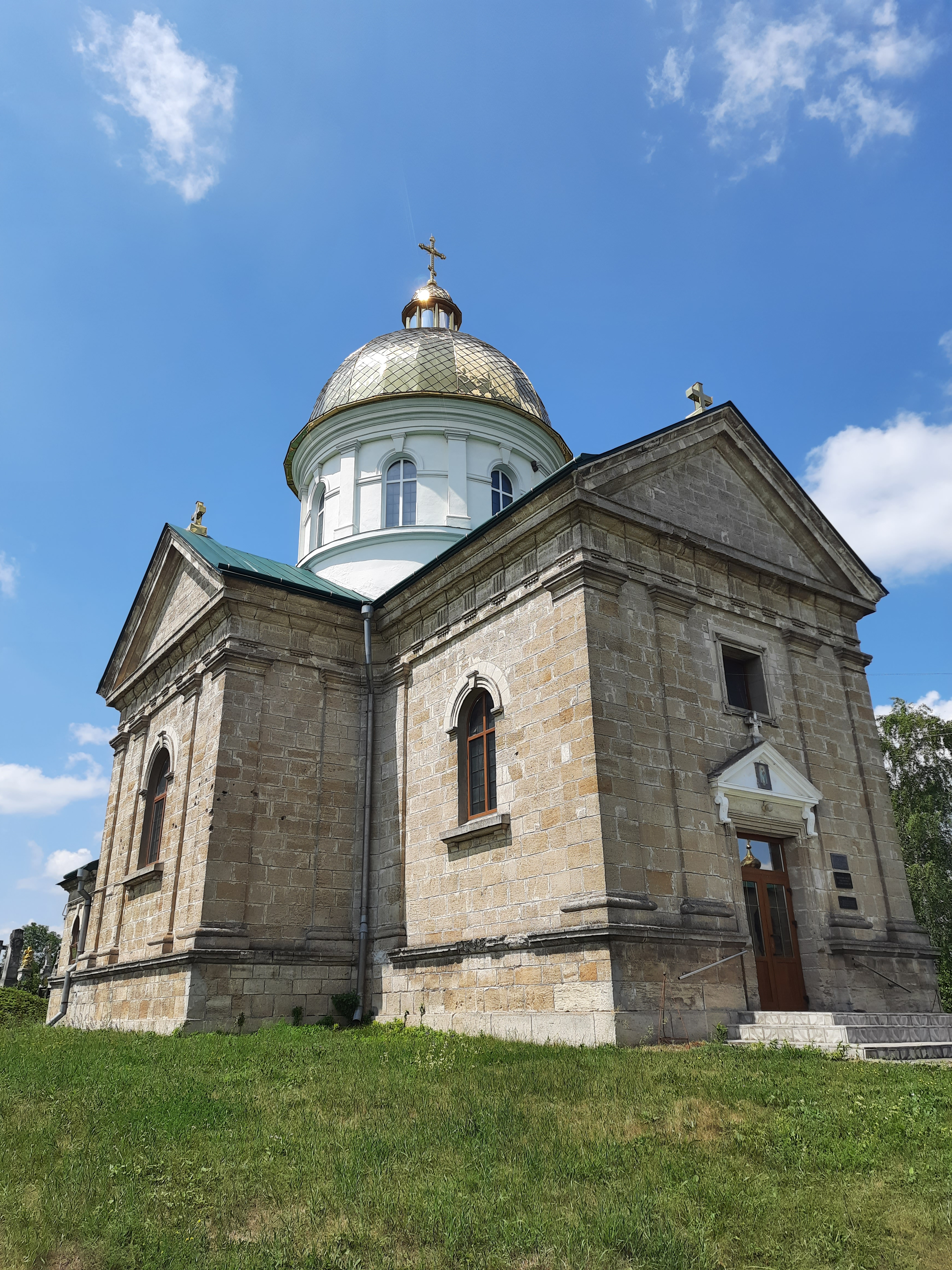
Церква Святого Василія Великого
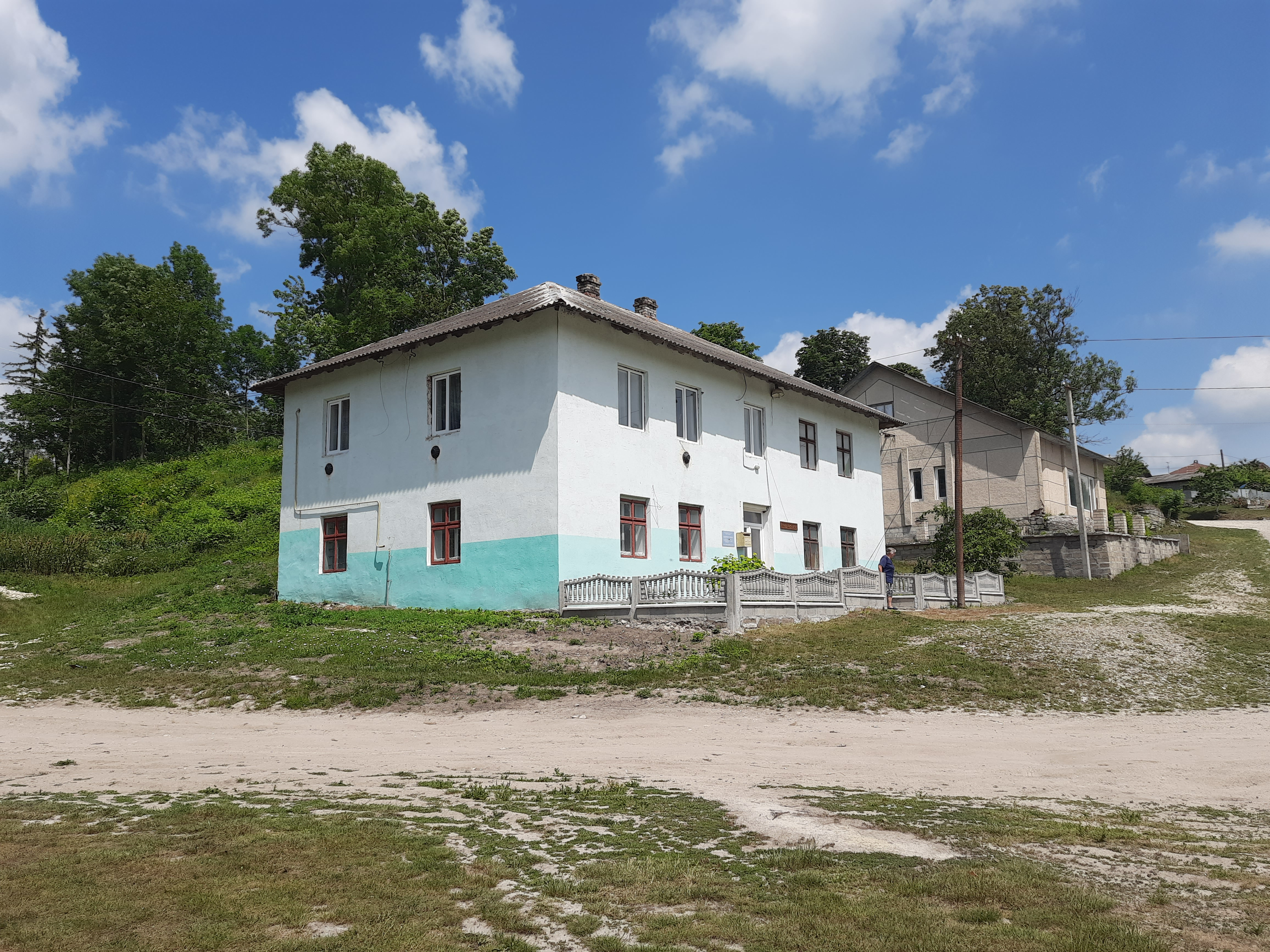
В центрі села
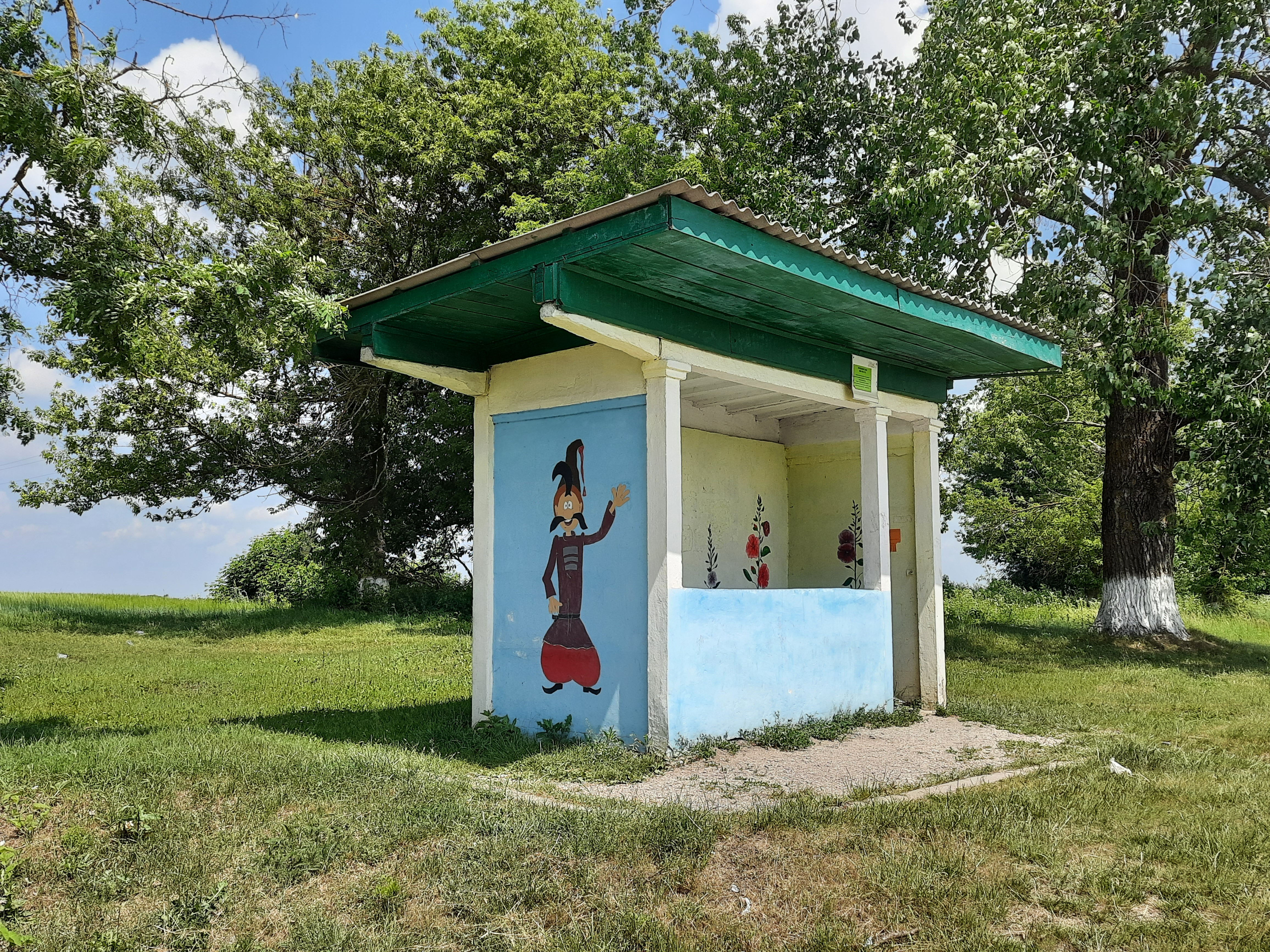
Автобусна зупинка
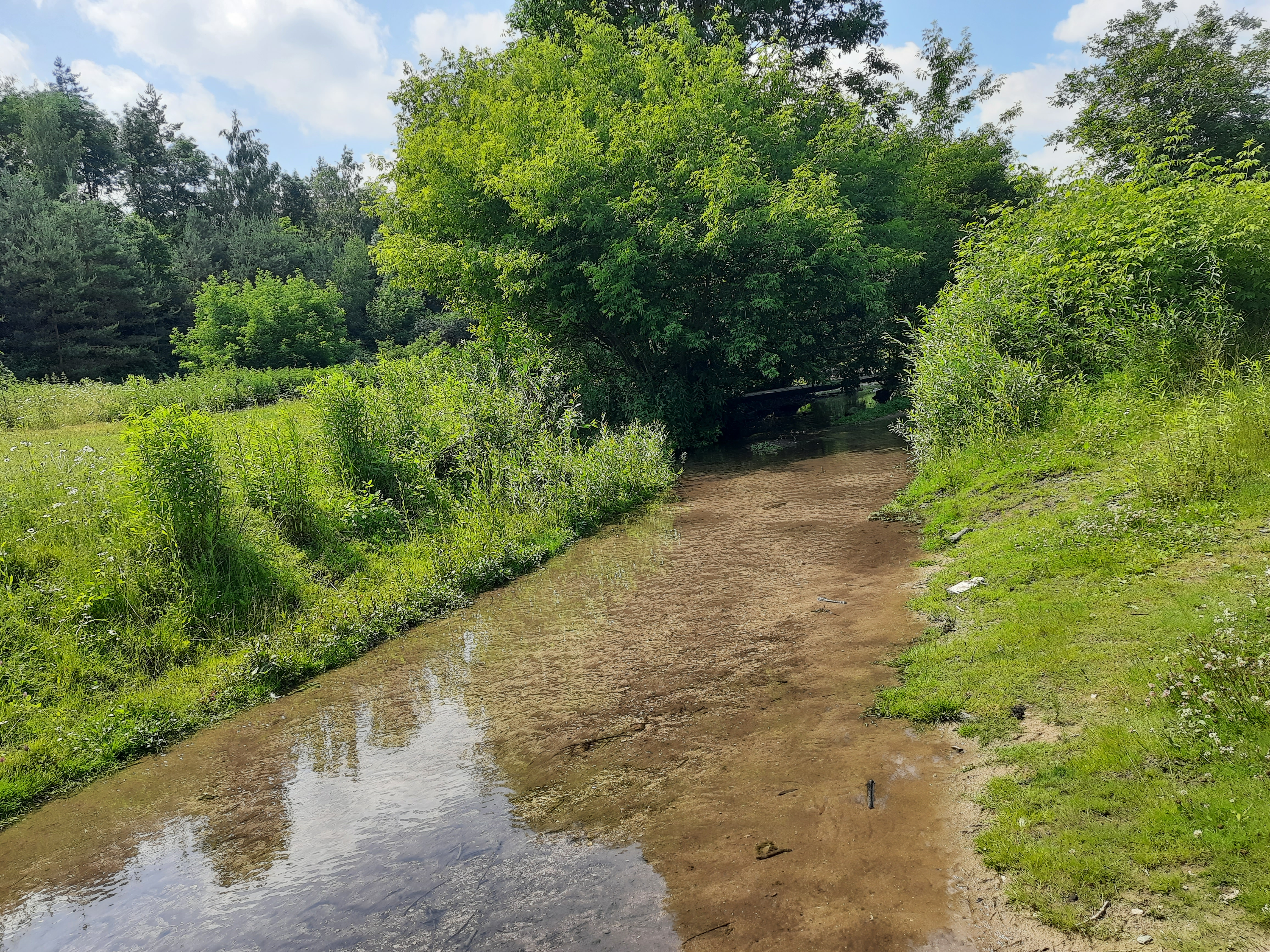
Річка Самчик біля села